# Tmolus lousus
Tmolus lousus är en fjärilsart som beskrevs av Pieter Cramer. Tmolus lousus ingår i släktet Tmolus och familjen juvelvingar. Inga underarter finns listade i Catalogue of Life.